# ビートたけし&東野幸治「1億2000万人の叫び!こんな世の中はイヤだ!」
『ビートたけし&東野幸治「1億2000万人の叫び!こんな世の中はイヤだ!」』（ビートたけし アンド ひがしのこうじ 1おく2000まんのさけび こんなよのなかはイヤだ）は、日本テレビで2017年に放送された特別番組。ビートたけしと東野幸治の冠番組。

## 出演

### 司会
- ビートたけし
- 東野幸治
- 桝太一（日本テレビアナウンサー）

## 放送リスト
| 放送回 | 放送日                   | 時間          | ゲスト(50音順)                                                               | タイトル                                                                        | 備考                                     |
| ------ | ------------------------ | ------------- | ---------------------------------------------------------------------------- | ------------------------------------------------------------------------------- | ---------------------------------------- |
| 1      | 2017年5月20日（土曜日）  | 13:30 - 15:30 | 青山テルマ、倉田真由美、杉村太蔵、鈴木奈々、出川哲朗、把瑠都                 | 『ビートたけしと東野幸治が初タッグ!国民の怒りを一刀両断「こんな××はやめて〜」』 | 「土曜特番」枠で放送。                   |
| 2      | 2017年12月13日（水曜日） | 21:00 - 22:54 | 石原良純、柴田理恵、滝沢カレン、竹森現紗、夏木マリ、ブルゾンちえみ、山崎弘也 | 「1億2000万人の叫び! こんな世の中はイヤだ!」                                    | 初の全国ネット・ゴールデンタイムで放送。 |

## スタッフ
- 構成：桜井慎一、石塚祐介、ヒロハラノブヒコ、大谷裕一/〆さばアタル、アル北郷
- ナレーター：三村ロンド、城ヶ崎祐子（城ヶ崎→第2回）
- TM：木村博靖
- SW：渡辺滋雄（第2回）
- カメラ：榎本丈之（第2回）
- 調整：石山実（第2回）
- 音声：瀧健太郎（第2回）
- 照明：名取孝昌（第2回）
- アートプロデューサー：山本澄子、杉山知香（杉山→第2回）
- 美術・デザイン：北村春美
- 大道具：苑田英和
- 電飾：原口まどか（第2回）
- 小道具：米山幸一
- メイク：外山奈津子（第2回）
- モニター：中川秀(英)幸
- 美術協力：日テレアート
- 編集：加納敏行（イカロス）
- MA：斉藤亮（第2回、イカロス）
- 音効：今野直秀（ネオ）
- リサーチ：大久保貴之、田原拓郎（2人共→第2回）
- 映像コーディネート(第2回)：岩谷友美
- AD：秋元萌里、坪井信治、松岡努、兒玉佳純、田邊恒平、新垣夏貴（松岡以降→第2回）
- デスク：髙桑繭子
- TK：山際慎子
- AP：岩崎小夜子、谷菜穂子、岩崎裕子、沼能亜弥、中村慎司（谷以外→第2回）
- 協力プロデューサー：宇佐見友教
- 制作進行：浜田和宏
- ディレクター：根岸秀明、柳井誠也•、岩本雅直•、野口照夫、嶋中一人•、中村和哉•(中村→第1回はAD)、菅谷陽介•、田中亮•、新納啓介•（•がつく者→第2回）
- 演出：田口マサキ
- 企画・演出(第2回)：三浦伸介（第1回は演出のみ）
- プロデューサー：倉田忠明、宮下仁志（宮下→第1回は協力プロデューサー）、中山維夫、常盤吉弘（常盤→第2回）
- チーフプロデューサー：森實陽三
- 制作協力：NXエヌエックス、SION（SION→第2回）
- 製作著作：日本テレビ

### 過去のスタッフ
- ナレーター：杉上佐智枝（第1回）
- SW：村上和正（第1回）
- カメラ：西阪康史（第1回）
- 調整：岩原正明（第1回）
- 音声：加賀金重郎（第1回）
- 照明：木村弥史（第1回）
- 電飾：飯塚奈美（第1回）
- メイク：林朋香（第1回）
- MA：飯塚雄一（第1回、イカロス）
- リサーチ：野村直子、柴田正子（第1回）
- AD：柳沼大貴、金沢麟、卯木裕惟（第1回）
- ディレクター：川勝茂、黒崎孝一、林太郎（第1回）